# ناهونته
ناهوندی یا ناهووندی(به اکدی ناهونته؛ ناهیتی در متن نارام سین؛ همچنین با نشان‌واره dUtu نوشته شده است) خدای خورشید ایلامی بود در لوح های کشف شده از چغا تپه گتوند دوازده متن ستایش از آن یافت شده.  ریشه شناسی نام او مشخص نیست، اما ممکن است همزاد واژه  (نان هونده) ایلامی رایج برای «روز» باشد، و شاید حتی با آن همخوان باشد. ایلامیان معتقد بودند ناهوته فرزندی بزرگ جثه داشته که نام او گتوان بوده است و منطقه گتوند پیشکش او بوده است. در بعضی منابع تاریخی نیز گتوان نام پسر اونتاش گال پادشاه شوش ذکر شده است که هرکدام درست باشد متوجه میشویم که گتوان یکی از شخصیت های مطرح و شاهزاده های ایلامی بوده و در بخش جنوبی ورودی شهر گتوند سکونت داشته است.

## نام
شیلهک-اینشوشیناک او را در کتیبه‌ای که بعد از اینشوشی‌ناک، کری‌ریشا، هومبان و نانارا نام می‌برد، «خداوند محافظت می‌کند» نامیده است.او همچنین خود را «خدمت ناهوندی، محبوب اینشوشیناک» نامید.او در فهرست های شناخته شده ای از پرداخت ها به خدایان خاص نیز ذکر نشده است.
با این وجود، نام‌های تئوفوریک که به او اشاره می‌کنند رایج است، و یک پادشاه برجسته ایلامی، شوتروک-ناهونته، از این خدا نام گرفت.  همسر شیلهک اینشوشیناک ناهونته اوتو نام داشت.
این امکان وجود دارد که در برخی زمینه‌ها ناهوندی خدای مسائل حقوقی مانند شمش در بین النهرین بوده باشد.در «آنوم» به‌عنوان بخشی از گروهی به نام «هفت الهی عیلام» ظاهر می‌شود.  یک متن واحد بین النهرینی به اشتباه ناهوندی را خدای ماه و معادل ناننا و الهه نارونده را به عنوان خدای خورشید معرفی کرده است.